# 和义大道
和义大道是中国浙江省宁波市一处高端品牌购物中心，位于海曙区和义路旁，为宁波奢侈品销售的门户。购物中心开业于2009年9月27日，入驻品牌包括路易威登、亚曼尼、古驰等国际品牌以及宁波本土的状元楼、向阳渔港等知名餐饮品牌。靠近姚江一侧建有水景音乐喷泉。